# Cam Jurgens
(en) Statistiques sur pro-football-reference
Cameron « Cam » Jurgens (né le 21 août 1999 à Beatrice dans l'État du Nebraska aux États-Unis) est un sportif professionnel américain de football américain jouant au poste de centre depuis la saison 2022 dans la National Football League (NFL) pour la franchise des Eagles de Philadelphie.
Auparavant, au niveau universitaire, il a joué pour les Cornhuskers de l'université du Nebraska à Lincoln dans la NCAA Division I FBS pendant quatre saisons (2018-2021). Il est ensuite sélectionné lors du 3e tour de la draft 2022 par les Eagles avec qui il remporte le Super Bowl LIX.

## Biographie

### Jeunesse
Jurgens grandit à Pickrell dans le Nebraska où il étudie au lycée Beatrice,. Il y pratique plusieurs sports dont l'athlétisme, le basket-ball et le football américain. Dans ce sport, il occupe plusieurs positions tant en attaque qu'en défense (tight end, fullback, linebacker et punter). Considéré comme une potentielle recrue quatre étoiles et un des meilleur espoir de son État, il reçoit des offres de plusieurs universités (Nebraska, Louisiana State, UCLA et South Dakota State). Il décide finalement de rester dans son État natal et s'engage avec les Cornhuskers du Nebraska.

### Carrière universitaire
Chez les Cornhuskers, Jurgens commence son année freshman au poste de tight end. Il dispute un match avant de se blesser au pied ce qui met un terme à sa saison. Guéri, il s'entraîne avec la ligne défensive et est replacé au poste de centre,. Titularisé à ce poste, il dispute les 12 matchs de la saison, devenant le premier joueur freshman titulaire à ce poste depuis 1972 et la restauration par la NCAA de l'éligibilité pour cette position des étudiants possédant ce statut,. Impactée par la pandémie de Covid-19, Jurgens dispute 7 des 8 matchs de la saison 2020. L'année suivante, il joue la totalité des matchs et est sélectionné dans la 3e équipe de la conférence Big Ten par les entraîneurs de la ligue,. Il déclare ensuite faire l'impasse sur sa dernière année d'éligibilité afin de se présenter à la draft 2022 de la NFL.
Considéré par Bleacher Report comme un potentiel choix de troisième tour, il est comparé au joueur All-Pro Jason Kelce, sa pratique de l'athlétisme pendant deux saisons à Nebraska étant mise en avant malgré une stature peu imposante,.

### Carrière professionnelle
Jurgens est sélectionné en 51e choix global lors du troisième tour de la draft 2022 de la NFL par la franchise des Eagles de Philadelphie. 
Jason Kelce, joueur All-Pro des Eagles au poste de centre depuis la saison 2011, participe et aide le directeur général des Eagles, Howie Roseman, pour cette sélection, Jurgens pouvant être considéré comme son éventuel remplaçant et successeur,.
Lors de son année rookie, Jurgens participe principalement en tant qu'offensive guard droit aux 17 matchs de saison régulière et aux 3 matchs de la série éliminatoire dont le Super Bowl LVII, perdu contre les Chiefs de Kansas City
Jurgens commence la saison 2023 en tant que titulaire au poste de right guard. Il se blesse au pied lors du match de la 4e semaine et est placé sur la liste des réservistes le 7 octobre 2023. Réactivé le 18 novembre, il participe à 11 matchs de saison régulière ainsi qu' à la défaite encourue lors du tour de wild card contre les Buccaneers de Tampa Bay.
Pour la saison 2024, Jurgens est désigné titulaire au poste de centre, Jason Kelce ayant décidé de prendre sa retraite. Fin de saison, il obtient sa première sélection pour le Pro Bowl et remporte le Super Bowl LIX en battant 40 à 22 les Chiefs.

## Statistiques
| Année       | Équipe                  | Statut      | MJ |       | Plaquages | Plaquages | Plaquages | Plaquages |       | Interceptions | Interceptions | Interceptions | Interceptions |  | Fumbles | Fumbles |
| Année       | Équipe                  | Statut      | MJ | Total | Seul      | Ast.      | Sacks     | Nb.       | Yards | Déf.          | TD            | Nb.           | Rec.          |  |         |         |
| 2018        | Cornhuskers du Nebraska | Fr.         | 1  | 0     | 0         | 0         | 0         | 0         | 0     | 0             | 0             | 0             | 0             |  |         |         |
| 2019        | Cornhuskers du Nebraska | So.         | 12 | 0     | 0         | 0         | 0         | 0         | 0     | 0             | 0             | 0             | 0             |  |         |         |
| 2020        | Cornhuskers du Nebraska | Jr.         | 7  | 0     | 0         | 0         | 0         | 0         | 0     | 0             | 0             | 0             | 0             |  |         |         |
| 2021        | Cornhuskers du Nebraska | Sr.         | 12 | 0     | 1         | 0         | 0         | 0         | 0     | 0             | 0             | 0             | 0             |  |         |         |
| Totaux NCAA | Totaux NCAA             | Totaux NCAA | 32 | 0     | 1         | 0         | 0         | 0         | 0     | 0             | 0             | 0             | 0             |  |         |         |

| Taille               | Poids           | Bras            | Main          | Sprint   | Sprint   | Sprint   | Shuttle 20 yards | 3 cones drill | Détente         | Détente             | Développé couché | Test Wonderlic |
| Taille               | Poids           | Bras            | Main          | 40 yards | 10 yards | 20 yards | Shuttle 20 yards | 3 cones drill | verticale       | horizontale         | Développé couché | Test Wonderlic |
| 1,90 m (6 ft 2 ⅞ in) | 137 kg (303 lb) | 85 cm (33 ⅜ in) | 25 cm (10 in) | 4,92 s   | 1,71 s   | 2,85 s   | 4,49 s           | 7,19 s        | 85 cm (33 ½ in) | 3,02 m (9 ft 11 in) | 25 reps          | -              |

| Année      | Équipe                 | MJ |                | Plaquages      | Plaquages      | Plaquages      | Plaquages      |                | Interceptions  | Interceptions  | Interceptions | Interceptions |  | Fumbles | Fumbles |
| Année      | Équipe                 | MJ | Total          | Seul           | Ast.           | Sacks          | Nb.            | Yards          | Déf.           | TD             | Nb.           | Rec.          |  |         |         |
| 2022       | Eagles de Philadelphie | 17 | 0              | 0              | 0              | 0              | 0              | 0              | 0              | 0              | 0             | 0             |  |         |         |
| 2023       | Eagles de Philadelphie | 11 | 0              | 0              | 0              | 0              | 0              | 0              | 0              | 0              | 0             | 0             |  |         |         |
| 2024       | Eagles de Philadelphie | 16 | 0              | 0              | 0              | 0              | 0              | 0              | 0              | 0              | 1             | 1             |  |         |         |
| 2025       | Eagles de Philadelphie | ?  | Saison à venir | Saison à venir | Saison à venir | Saison à venir | Saison à venir | Saison à venir | Saison à venir | Saison à venir | ?             | ?             |  |         |         |
| Totaux NFL | Totaux NFL             | 44 | 0              | 0              | 0              | 0              | 0              | 0              | 0              | 0              | 1             | 1             |  |         |         |

| Année      | Équipe                 | MJ |                | Plaquages      | Plaquages      | Plaquages      | Plaquages      |                | Interceptions  | Interceptions  | Interceptions | Interceptions |  | Fumbles | Fumbles |
| Année      | Équipe                 | MJ | Total          | Seul           | Ast.           | Sacks          | Nb.            | Yards          | Déf.           | TD             | Nb.           | Rec.          |  |         |         |
| 2022       | Eagles de Philadelphie | 3  | 0              | 0              | 0              | 0              | 0              | 0              | 0              | 0              | 0             | 0             |  |         |         |
| 2023       | Eagles de Philadelphie | 1  | 0              | 0              | 0              | 0              | 0              | 0              | 0              | 0              | 0             | 0             |  |         |         |
| 2024       | Eagles de Philadelphie | 4  | 0              | 0              | 0              | 0              | 0              | 0              | 0              | 0              | 0             | 0             |  |         |         |
| 2025       | Eagles de Philadelphie | ?  | Saison à venir | Saison à venir | Saison à venir | Saison à venir | Saison à venir | Saison à venir | Saison à venir | Saison à venir | ?             | ?             |  |         |         |
| Totaux NFL | Totaux NFL             | 8  | 0              | 0              | 0              | 0              | 0              | 0              | 0              | 0              | 0             | 0             |  |         |         |

## Vie privée
Lorsque les revenus issus du NIL (Name, Image, Likeliness) deviennent la norme au sein de la NCAA, Jurgens crée une société de vente de jerky, dénommée sur base de son surnom Beef Jurgy.